# Hushåll
Hushåll är en enhet av människor som delar bostad och de kan även ansvara för varandras försörjning. Ofta finns släktskap och intima relationer inom ett hushåll. Så behöver dock inte vara fallet, utan även strikt rationella skäl kan ligga till grund för hushållsbildning.
Särskilt i storstäderna i den industrialiserade världen finns allt fler ensamhushåll. Det betyder alltså att endast en person lever i bostaden. Anledningar till detta är dels att familjebildning sker senare i livet, men också att barnfamiljer väljer bort dyr centralt belägen lägenhet till förmån för boende utanför staden.
Sysslor som berör ett hushålls löpande skötsel kallas hushållsarbete.

## Statistik för Sverige
För Sverige sammanställer Statistiska centralbyrån (SCB) statistik över hushållens ekonomi, genom att räkna samman individer med samma folkbokföringsadress (tidigare mantalskrivning). En av undersökningarna, "Hushållens utgifter" (HUT) har genomförts 1958, 1969, 1978, 1985, sedan med tre års mellanrum och årligen sedan 2003. HUT baserar sig på ett representativt urval av 4 000 hushåll, vars utgifter studeras i detalj och sammanställs i tabeller och rapporter. Antalet hushåll i Sverige kan variera beroende på beräkningsmetod. Enligt Folk- och bostadsräkningen 1990 fanns det 3,83 miljoner bostadshushåll i Sverige. För 2007 redovisar SCB tre värden: 4,47 miljoner kosthushåll, 4,97 miljoner familjeenheter enligt undersökningen Hushållens ekonomi (HEK) eller 4,86 miljoner RTB-familjer.
SCB har definierat nio olika hushållstyper varav den vanligaste, 37,7 procent av alla hushåll i slutet av 2013, är Ensamstående utan barn.
- Bostadshushåll: Personer kyrkobokförda på samma bostadslägenhet.
- Kosthushåll: Samma bostad och gemensam hushållning.
- Familjeenhet: Hemmaboende barn över 18 år och sammanboende (som inte är gifta) räknas som egna familjeenheter.
- RTB-familj: Folkbokförda på samma fastighet, fast relation (gifta, partnerskap, barn, dock ej sambor) och högst en generation isär.